# 波止場町TEN×TEN
波止場町TEN×TEN（はとばちょうてんてん）は兵庫県神戸市にある文化施設。2006年2月23日にオープンした。

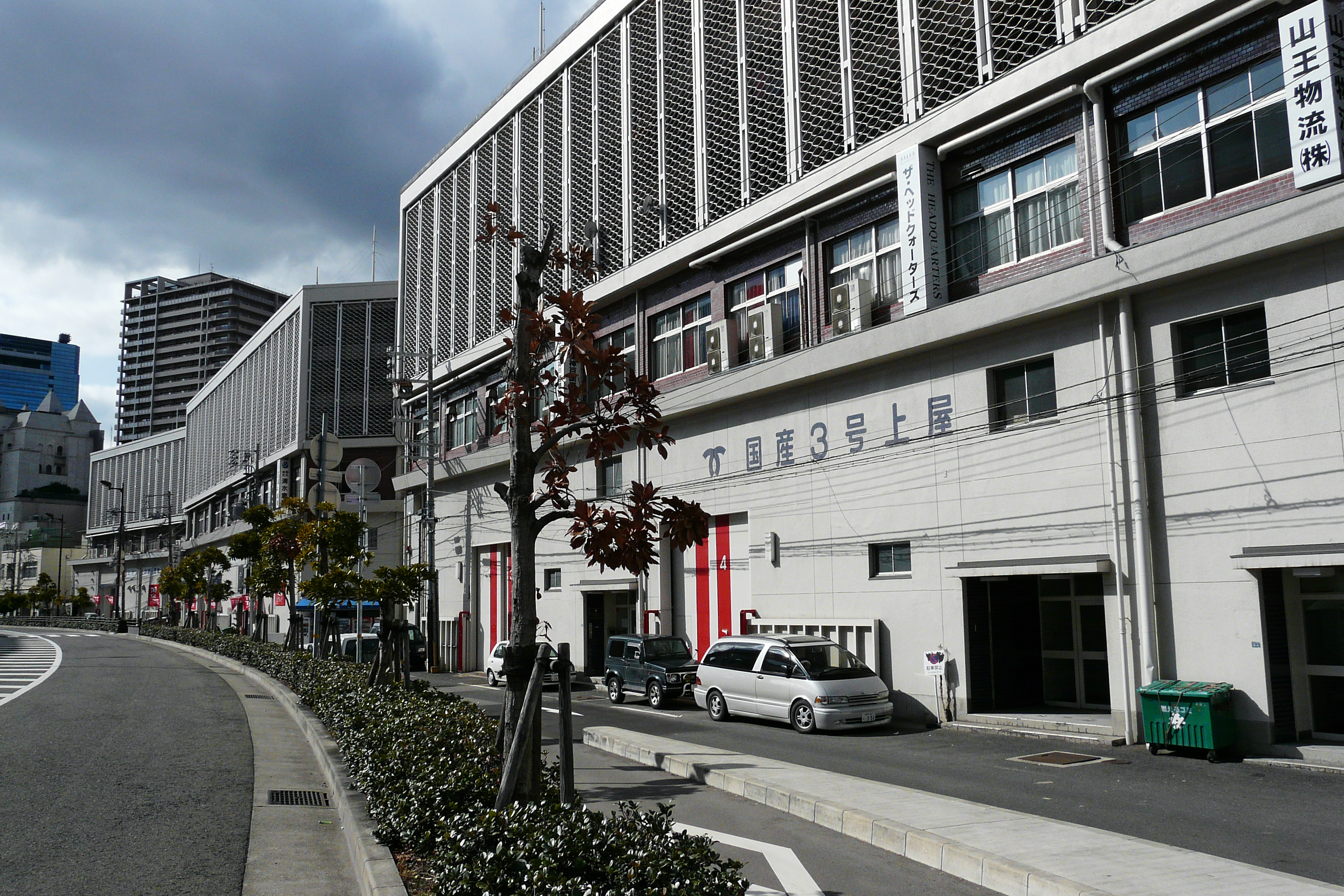

## 概要
クリエーターの発掘を主目的に開設された。「シーサイドマリンツーリズム」を活動のキーワードに掲げ、特定非営利活動法人神戸グランドアンカーが企画・運営を担う。建物はかつての神戸港国産埠頭の倉庫「神戸国産上屋1号」・「神戸国産上屋2号」を使用する。
神戸港一帯はみなとオアシスとして登録していて、みなとオアシスKOBEの中突堤・高浜地区における基本施設である。2018年2月28日移転となり、3月1日より元町通6丁目にて TEN×TEN神戸元町 として活動を開始している。

## 施設
- ブース・ホール面積 - 約2600平方メートル
  - クリエーターブース - 作品の展示と販売
    - 総数 - 62
    - 分野 - ガラス工芸、木版画、ファッション、染色、皮細工、木工、家具、建築デザイン、アクセサリー等

  - 壁画ホール
  - 土間ホール
  - カフェ

## イベント、活動内容
- ワークショップ（アクセサリー、陶芸、彫刻等）
- ミニコンサート（壁画ホールで毎週開催）
- 週クリエーター（1週間クリエーターブースを利用できるシステム）
- 各種展示会
- 月刊誌「TEN×TEN」

## 利用情報
- 開館時間 - 11:00-19:00
- 休館日 - 水曜日（祝日の場合は翌日）
- 入館無料
- 所在地 - 〒650-0042 兵庫県神戸市中央区波止場町6番5号

## 交通アクセス
- 神戸市営地下鉄海岸線「みなと元町駅」徒歩2分
- 阪神神戸高速線「西元町駅」徒歩5分
- 阪急神戸高速線「花隈駅」徒歩5分
- JR神戸線（東海道本線）・阪神本線・神戸高速線「元町駅」徒歩8分

## 周辺情報
ハーバーランドとメリケンパークのほぼ中間に位置する。
- 中突堤中央ターミナル - 国産埠頭を埋め立てて建設された施設
- 中突堤
- 神戸海洋博物館
- 神戸ポートタワー